# Plantage (Leiden)
De Plantage is een straat in de Nederlandse stad Leiden. In de straat staan veel woningen, herenhuizen, uit het laatste kwart van de 19e eeuw, vrijwel alle panden zijn gemeentelijke of rijksmonumenten.